# بافيل هابال
بافيل هابال (بالتشيكية: Pavel Hapal)‏ (27 يوليو 1969 بكروميشريش في التشيك - ) هو مدرب كرة قدم ولاعب كرة قدم تشيكي (وحمل سابقاً جنسية تشيكوسلوفاكيا) في مركز الوسط. شارك مع منتخب تشيكوسلوفاكيا لكرة القدم ومنتخب جمهورية التشيك لكرة القدم. أما مع النوادي، فقد لعب مع باير 04 ليفركوزن ودوكلا براغ وسبارتا براغ ونادي تينيريفي ونادي سيغما أولوموتس وTJ Tatran Jakubčovice ‏ وSK Dynamo České Budějovice ‏.

## وصلات خارجية
- بافيل هابال على موقع الاتحاد الأوربي (الإنجليزية)
- بافيل هابال على موقع الاتحاد التشيكي (الإنجليزية)
- بافيل هابال على موقع قاعدة بيانات كرة القدم.إي يو (الإنجليزية)
- بافيل هابال على موقع ناشيونال فوتبول تيمز (الإنجليزية)
- بافيل هابال على موقع Soccerway.com (الإنجليزية)
- بافيل هابال على موقع عالم كرة القدم.نت (الإنجليزية)